# Shayna Jack
Pour les articles homonymes, voir Jack.
Shayna Jack, née le 6 novembre 1998, est une nageuse australienne.

## Carrière
Elle dispute les Championnats du monde juniors de natation 2013 à Dubaï, remportant une médaille d'or en relais 4 × 100 m nage libre mixte, deux médailles d'argent en relais 4 × 100 m nage libre et 4 × 200 m nage libre, ainsi qu'une médaille de bronze sur 100 mètres nage libre
Aux Championnats du monde de natation 2017 à Budapest, Shayna Jack est médaillée d'argent du relais 4 × 100 m nage libre ; elle y remporte aussi des médailles de bronze en relais 4 × 200 m nage libre, en relais 4 × 100 m quatre nages et en 4 × 100 m quatre nages mixte, mais elle ne dispute pas les finales de ces trois derniers relais.
Elle est médaillée d'or du relais 4 × 100 m nage libre aux Jeux du Commonwealth de 2018 à Gold Coast et aux Championnats pan-pacifiques 2018 à Tokyo.
Elle déclare forfait pour les Championnats du monde de natation 2019 se tenant à Gwangju ; la Fédération australienne de natation annonce le 27 juillet 2019 que ce retrait est dû à un contrôle antidopage positif hors compétition effectué le 26 juin. Suspendue par l'Agence antidopage australienne pour une durée de 4 ans, elle fait appel de cette décision en décembre.
Début novembre 2020, le tribunal arbitral du sport annonce ramener à deux ans la suspension de Shayna Jack, ce qui l'empêche toutefois de participer aux JO de Tokyo. Confirmée par le TAS en septembre 2021, la réduction de la suspension permet à Shayna Jack de retrouver les bassins en compétition officielle dès le début de l'automne.

## Palmarès

### Jeux olympiques
- Jeux olympiques d'été de 2024 à Paris :
  -  Médaille d'or du relais 4 × 100 m nage libre.

### Championnats du monde en grand bassin
- Championnats du monde 2017 à Budapest :
  -  Médaille d'argent du relais 4 × 100 m nage libre
  -  Médaille d'argent du relais 4 × 100 m quatre nages mixte (participe uniquement aux séries).
  -  Médaille de bronze du relais 4 × 200 m nage libre (participe uniquement aux séries).
  -  Médaille de bronze du relais 4 × 100 m quatre nages (participe uniquement aux séries).
- Championnats du monde 2022 à Budapest :
  -  Médaille d'or du relais 4 × 100 m nage libre
  -  Médaille d'argent du relais 4 × 100 m quatre nages mixte.
- Championnats du monde 2023 à Fukuoka :
  -  Médaille d'or du relais 4 × 100 m nage libre.
  -  Médaille d'or du relais 4 × 200 m nage libre.
  -  Médaille d'or du relais 4 × 100 m nage libre mixte.
  -  Médaille d'argent du relais 4 × 100 m quatre nages mixte.
  -  Médaille d'argent du 50 m nage libre
- Championnats du monde 2024 à Doha :
  -  Médaille d'or du relais 4 × 100 m quatre nages.
  -  Médaille d'argent du relais 4 × 100 m nage libre.
  -  Médaille d'argent du relais 4 × 100 m nage libre mixte.
  -  Médaille d'argent du relais 4 × 100 m quatre nages mixte.
  -  Médaille de bronze du relais 4 × 200 m nage libre.
  -  Médaille de bronze du 100 m nage libre.